# Australobius sculpturatus
Australobius sculpturatus är en mångfotingart som först beskrevs av Pocock 1901.  Australobius sculpturatus ingår i släktet Australobius och familjen stenkrypare. Inga underarter finns listade i Catalogue of Life.